# Michael Liniger
Michael Liniger (* 29. November 1979) ist ein ehemaliger Schweizer Eishockeyspieler und heutiger -trainer, der seit 2023 Assistenztrainer beim EV Zug ist.

## Karriere
Michael Liniger durchlief die Juniorenabteilungen allesamt bei den SCL Tigers. Danach wechselte er für eine Saison zum EHC Biel in die National League B. Ihm gelang eine gute Saison mit 17 Toren und 24 Assists. Dadurch wurde der HC Ambrì-Piotta auf ihn aufmerksam und verpflichtete ihn auf die Saison 2001/02. Liniger spielte vier Jahre in Ambrì, ehe er zurück ins Emmental zu den SCL Tigers wechselte. Hier wurde er zur wichtigen Teamstütze und Mannschaftskapitän. Auf die Saison 2007/08 wurde er von den Kloten Flyers verpflichtet. Hier bildete er zunächst meistens einen erfolgreichen Sturm mit Marcel Jenni und Roman Wick, ehe Letzterer das Team verliess.
2016 wechselte Liniger zu den GCK Lions, dem Farmteam der ZSC Lions, um dort neben seiner Spielertätigkeit als Trainer im Nachwuchsbereich zu arbeiten. Zur Saison 2017/18 wurde er zum Spielertrainer bei den GCK Lions befördert und im Dezember 2017 sogar zum Cheftrainer des Klubs. In den Play-offs 2018 stieg er dann zum Assistenztrainer der ZSC Lions auf und wurde mit dem Team am Saisonende Schweizer Meister. Zur folgenden Spielzeit rückte er wieder auf den GCK-Assistenztrainerposten hinter Leo Schumacher, ehe er im Januar 2019 Assistenztrainer von Arno Del Curto bei den ZSC Lions wurde.
Zur Saison 2019/20 wurde er erneut Cheftrainer der GCK Lions und verblieb in dieser Position bis zum Ende der Saison 2022/23. Anschließend wurde er vom EV Zug als Co-Trainer verpflichtet.

### International
Michael Liniger bestritt 18 Länderspiele für die Schweizer Nationalmannschaft.

## Karrierestatistik
(Legende zur Spielerstatistik: Sp oder GP = absolvierte Spiele; T oder G = erzielte Tore; V oder A = erzielte Assists; Pkt oder Pts = erzielte Scorerpunkte; SM oder PIM = erhaltene Strafminuten; +/− = Plus/Minus-Bilanz; PP = erzielte Überzahltore; SH = erzielte Unterzahltore; GW = erzielte Siegtore; 1 Play-downs/Relegation; Kursiv: Statistik nicht vollständig)